# Tekniskt vatten

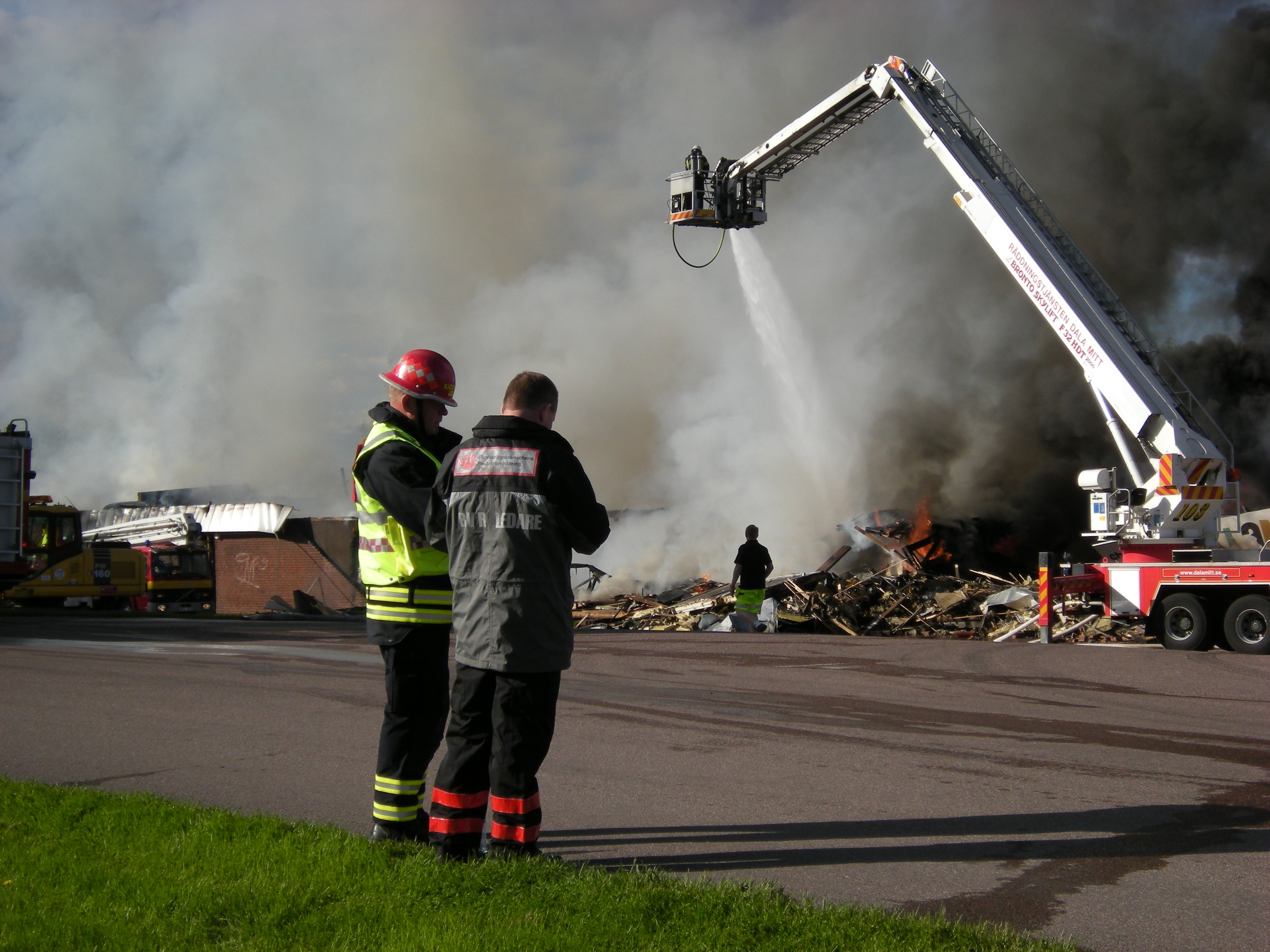
Brandmän använder ofta tekniskt vatten när de släcker bränder.

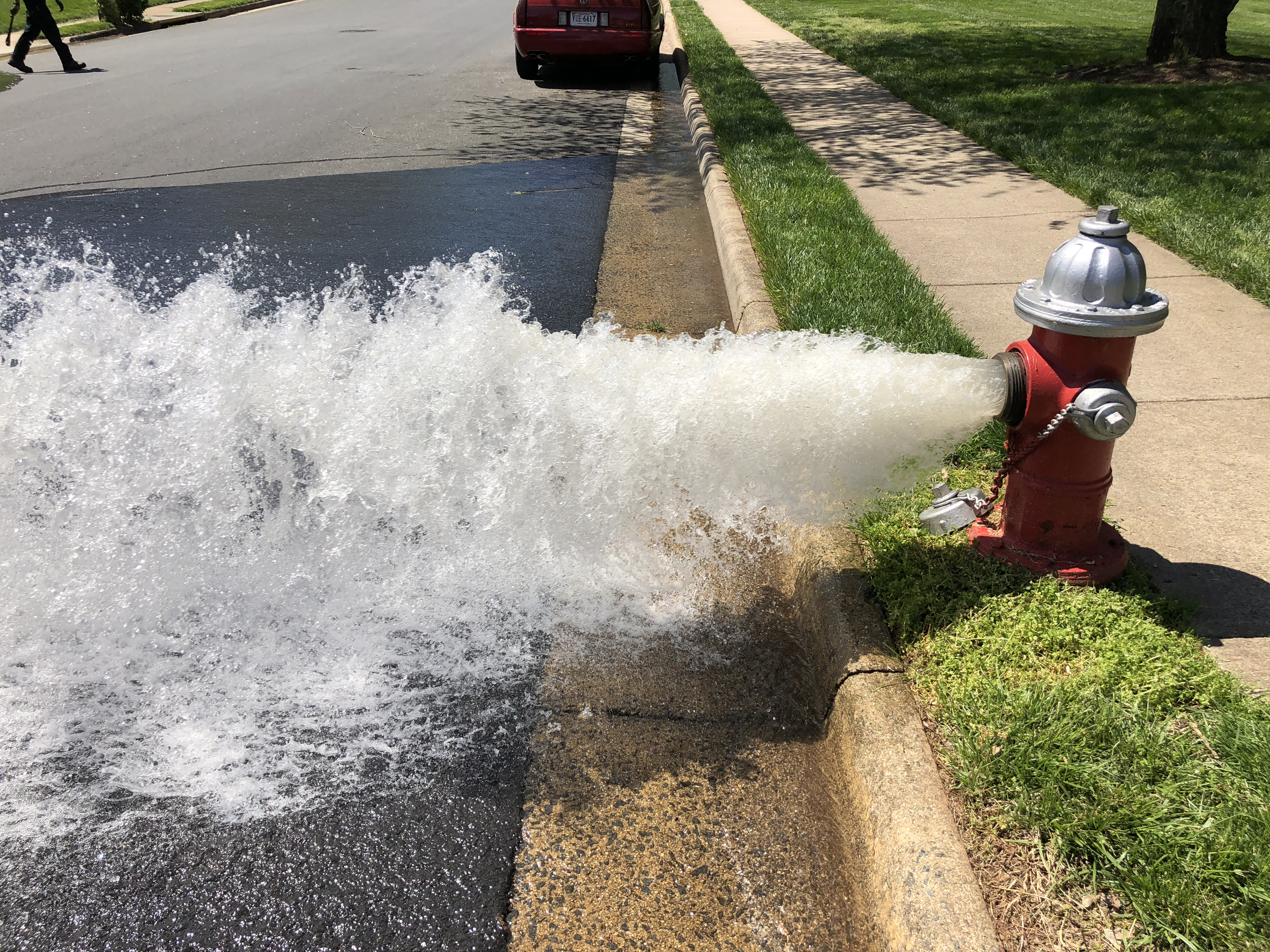
Tekniskt vatten kan finnas i brand- och spolposter, men idag förekommer även tankstationer som kallas vattenkiosker.

Med tekniskt vatten menas ofta återvunnet renat avloppsvatten, spillvatten eller dagvatten som inte har dricksvattenkvalitet enligt Livsmedelsverkets föreskrifter. Dock finns det ännu inte någon definition av tekniskt vatten i svensk lagstiftning eller i litteraturen. Tekniskt vatten används bland annat av räddningstjänsten för att släcka bränder, som kylvatten eller till tank- och spolbilar. Vidare används det till bevattning av golfbanor, parker, kyrkogårdar och trädgårdar, vid fordonstvätt, för att fylla fontäner, artificiella sjöar och dammar, vid rengöring av gator och idrottsanläggningar, för att smälta snö och vid avfallshantering. Förr i tiden fanns det brand- och spolposter med tekniskt vatten, installerade i de allmänna vattenledningsnäten, men idag förekommer det en sorts tankstationer som kallas vattenkiosker.

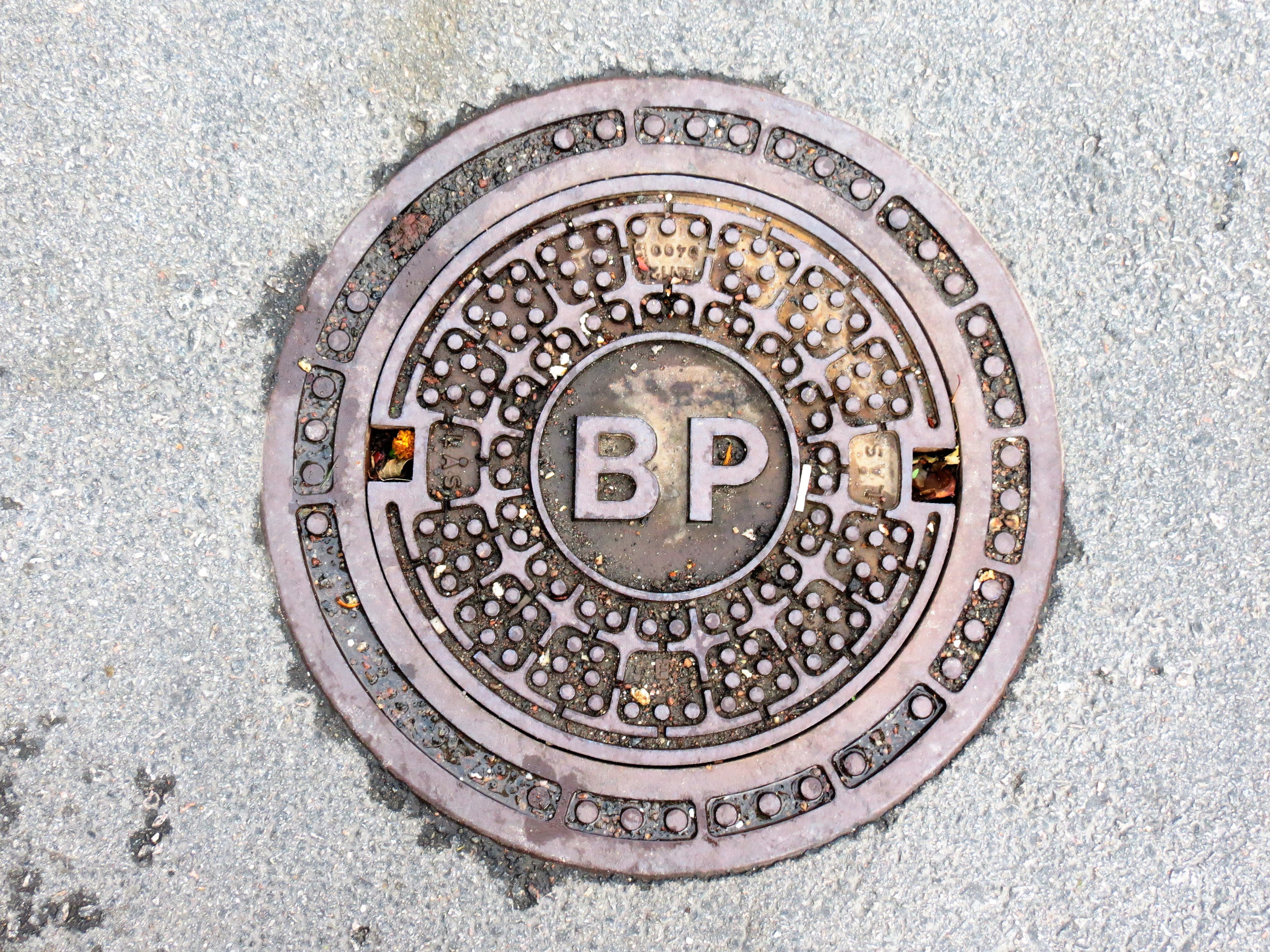
I Sverige döljer sig kopplingar till brandposter med tekniskt vatten under sådana här brunnslock.
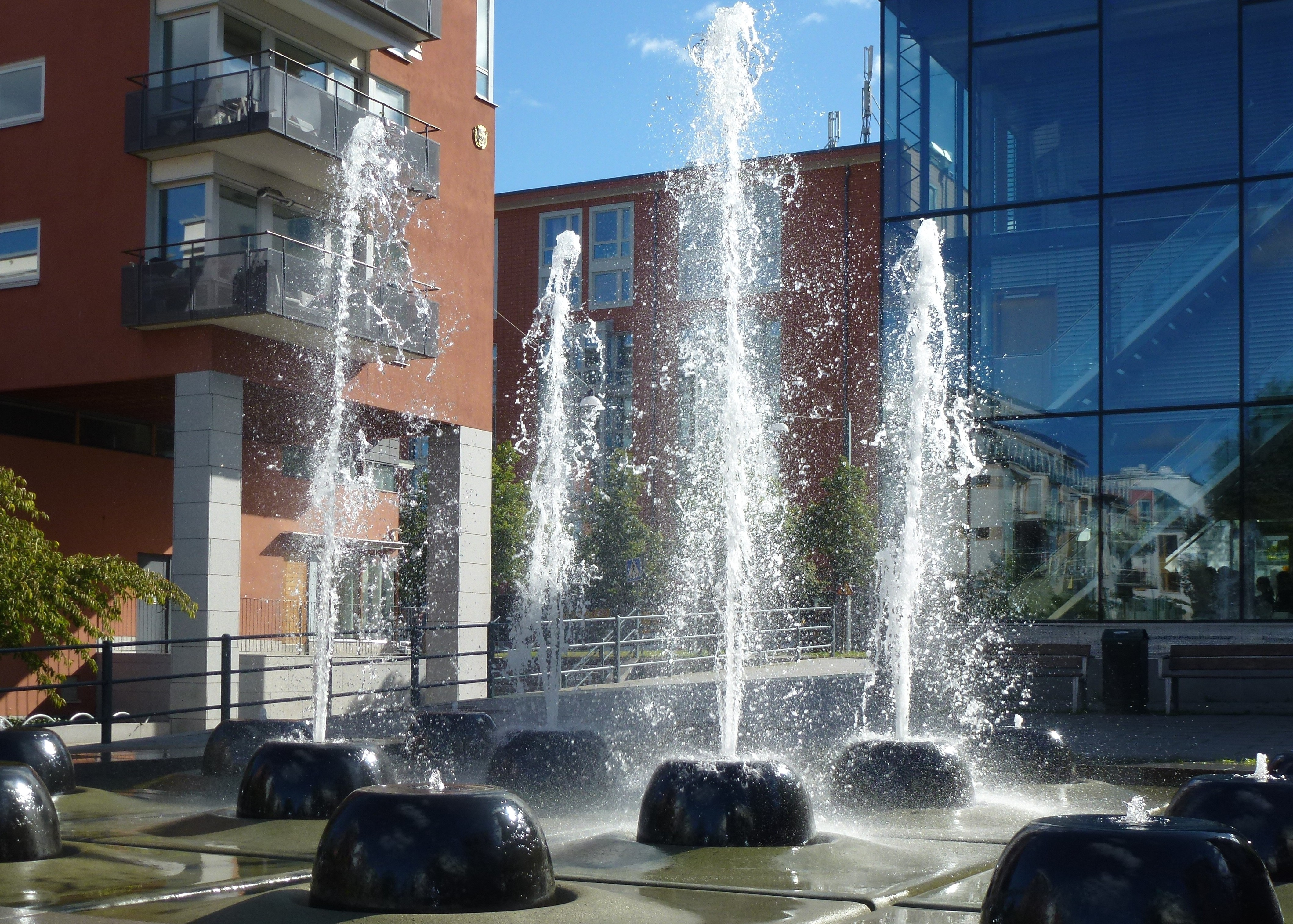
Tekniskt vatten kan även användas i fontäner.